# 塞缪尔·贝尔茨
塞缪尔·贝尔茨（英語：Samuel Beltz，1980年8月31日—），澳大利亚男子赛艇运动员。他曾代表澳大利亚参加世界赛艇锦标赛，获得一枚金牌、二枚银牌和一枚铜牌。他也曾参加2008年和2012年夏季奥运会。